# وعاء البخار
وعاء البخار (بالإنجليزية: steam drum)‏ هو أحد مكونات غلاية أنابيب المياه التي تعمل عند درجة حرارة تبلغ 390 درجة مئوية وضغط يصل إلى 4و2 ميجا باسكال. يتجمع الماء الساخن القادم من أنابيب التسخين في وعاء البخار حيث ينفصل البخار عن الماء. ويُوجّه البخار إلى توربين بغرض تشغيله ويمكن بواسطته إنتاج الكهرباء.

## طريقة عمل الغلاية
تتكون الغلاية عادة من وعائين أحدهما وعاء البخار وهو يحتوي على الماء الساخن والبخار، وهويوجد في أعلى الغلاية [أو المرجل]. والوعاء الآخر يوجد في أسفل المرجل ويمد المرجل بالماء البارد. ويوصل بين الوعائين مجموعة أنابيب يصل طولها نحو 5 متر، يدخلها الماء من وعاء الماء البارد بواسطة مضخات ويحيط بها الهواء الساخن الناتج عن الشعلات التي تعمل بالغاز أو الزيت، فترتفع درجة حرارة الماء في الأنابيب ثم تدخل وعاء البخار. يتوزع الماء الساخن داخل وعاء البخار وبعد انفصال البخار منه يبدأ في النزول عن طريق أنابيب الماء النازل إلى وعاء الماء البارد.الموجود أسفل المرجل.

شكل توضيحي يبين طريقة عمل السخان الذي تحوي على غرفة للماء البارد وغرفة للماء الساخن تخرج منها أنابيب تعمل على رفع درجة حرارة المياه فيها.

ويوجد أعلى وعاء البخار  صمام للتنفيس حيث يتم عن طريقه تفريغ أنابيب المرجل والوعاء من الفقاعات الهوائية عند بداية التشغيل ويغلق الصمام عند وصول الضغط إلى 1.5 kg/cm2. كما يوجد أيضا صمامات أمان تعمل على تفريغ الضغط الزائد في حالة ارتفاع الضغط داخل وعاء البخار لحماية المرجل.
ويوجد على جانبي وعاء البخار صمامان أخران لتنظيم الضغط : الصمام الأول Rv-1359 يفتح في حالة وصول الضغط إلى kg/cm2 29 ويغلق في حالة وصول الضغط إلى kg/cm2 27.8 ،أما الصمام الثاني Rv-1360 والذي يفتح في حالة وصول الضغط إلى kg/cm2 29.8 ويغلق في حالة وصول الضغط إلى kg/cm2 28.6. كما توجد مقاييس لقياس مستوى الماء في وعاء البخار.
ويوجد داخل وعاء البخار أنبوب لإضافة المواد الكيمياوية التي يمكن إضافتها لمنع التكلس. إضافة إلى ذلك يوجد مجموعة مصفاة السايكلون cyclone – tube separator والتي تقوم بالتقاط قطرات الماء الموجودة في البخار ومنعها من الخروج إلى المحمصة . بذلك يصبح البخار الداخل في المحمصة جافا وخالي من الرطوبة.
كما توجد أيضا مصفاة للفصل الميكانيكي حيث تتكون من عدة طبقات تسمح بمرور البخار وتمنع مرور الماء. بذلك تتجمع قطرات الماء المفصولة ويخرج البخار من المصفاة مشبعا وجافا.
يتعرض البخار المشبع قبل خروجة لإدارة التوربين إلى حرارة الغاز العادم فيكتسب منها حرارة إضافية وبرتفع ضغطه.